# Sibirisches Reh
Das Sibirische Reh (Capreolus pygargus) ist eine Säugetierart aus der Familie der Hirsche (Cervidae). Es ist eng mit dem (Europäischen) Reh verwandt und wurde früher derselben Art zugeordnet. 

## Merkmale
Sibirische Rehe ähneln den Europäischen Rehen, unterscheiden sich aber durch ein kräftigeres Geweih, kleinere Ohren und eine blassere Fellfarbe von diesen. Mit einer Kopfrumpflänge von bis zu 150 Zentimetern, einer Schulterhöhe von bis zu 100 Zentimetern und einem Gewicht von bis zu 50 Kilogramm sind sie auch deutlich größer als ihre europäischen Verwandten.

## Verbreitung und Lebensraum
Das Verbreitungsgebiet der Sibirischen Rehe reicht vom südlichen Ural und den Regionen nördlich des Kaukasus über Kasachstan, das südliche Sibirien, das nördliche und mittlere China und die Mongolei bis nach Korea. Sie bewohnen sowohl Wälder als auch Grasländer, sind aber auf ausreichend Vegetation als Sichtschutz angewiesen. 

## Systematik
Sibirische und Europäische Rehe lassen sich miteinander kreuzen, bringen jedoch häufig tote oder sterile Nachkommen zur Welt. Europäische Ricken (Rehweibchen) sterben darüber hinaus häufig bei der Geburt großer Mischlings-Jungtiere. In freier Wildbahn überschneiden sich die Verbreitungsgebiete beider Arten jedoch nur in einem kleinen Gebiet am unteren Don.
Man unterscheidet zwei deutlich voneinander abgrenzbare Unterarten des Sibirischen Rehs, die sich sowohl morphologisch als auch genetisch unterscheiden. Capreolus pygargus pygargus kommt in den westlichen und nördlichen Teilen des Verbreitungsgebietes vor, während Capreolus pygargus tianschanicus (das sogenannte Chinesische Reh) in den südlichen und östlichen Teilen verbreitet ist. In einigen Regionen dazwischen wie etwa dem Altaigebirge gibt es Übergangsformen. Aus genetischer Sicht lassen sich drei Untergruppen unterscheiden, von denen zwei auf den Bereich östlich des Baikalsees beschränkt sind, die dritte aber eine größere eurasische Verbreitung besitzt. Ihre Trennung begann in Mittelpleistozän vor rund 340.000 Jahren, ein Ursprung im heutigen nordöstlichen China ist wahrscheinlich.

## Lebensweise
Die Lebensweise der Sibirischen Rehe ist wenig bekannt, dürfte in vielen Aspekten aber mit der ihrer europäischen Verwandten übereinstimmen. Diese Tiere sind vorwiegend dämmerungsaktiv und leben einzelgängerisch oder in kleinen Gruppen. In der Paarungszeit etablieren die Männchen ein Paarungsterritorium, das sie mit Urin und Drüsensekreten markieren und gegenüber gleichgeschlechtlichen Artgenossen verteidigen. Diese Reviere können bis zu 170 Hektar groß sein. Die Nahrung besteht aus Pflanzenmaterial wie Gräsern und Kräutern.

## Bedrohung
Durch die Bejagung wurden die Bestände stark dezimiert, aufgrund des großen Verbreitungsgebietes sind Sibirische Rehe aber (noch) nicht bedroht. Die Gesamtpopulation beläuft sich nach einer Schätzung aus dem Jahr 1995 auf eine Million Tiere.